# Antonio Gamoneda
Antonio Gamoneda (Oviedo, 30 de maig de 1931) és un poeta espanyol, distingit amb el Premi Cervantes en 2006. Escriptor autodidacta, encara que asturià de naixement, ha viscut des dels tres anys a Lleó, ciutat i entorn geogràfic en els quals ha desenvolupat la seva existència i ha madurat la seva obra. Per la seva data de naixement se l'ha relacionat amb l'anomenat "Grup poètic dels anys 50".

## Biografia
Antonio Gamoneda va néixer a Oviedo el 30 de maig de 1931. El seu pare, anomenat com ell Antonio, va ser un poeta modernista que va publicar un únic llibre, Otra más alta vida (Madrid: Imp. Helénica, 1919). El 1934, ja orfe de pare, es va traslladar amb la seva mare, Amelia Lobón, a Lleó. La presència de la seva mare com a refugi davant l'horror i la misèria de la guerra i la postguerra és recurrent en tota la seva poesia. El 1936, amb les escoles tancades, va aprendre a llegir amb un dels pocs llibres que hi havia a casa seva, el poemari del seu pare ("considero impossible que, amb la mort pel mig, pugui donar-se una relació més real entre un pare i un fill que la que va esdevenir en la meva infància").
El poeta va viure inicialment al principal barri obrer i ferroviari de la ciutat, El Crucero. Un entorn que va suposar per al Gamoneda nen una descarnada vivència de les misèries i crims de la guerra civil espanyola i especialment de la repressió duta a terme pels 'nacionals' durant el conflicte i en la immediata postguerra. Una experiència no volguda que va impactar en la seva especial sensibilitat, deixant petjada en la psicologia i en la memòria del poeta ("Jo vaig veure el que vaig veure").
El 1941 va començar a rebre instrucció gratuïta al col·legi religiós dels Pares Agustins fins al 1943, any en què l'expulsaren.
L'endemà de complir 14 anys va començar a treballar com a meritori i noi dels encàrrecs al Banc Mercantil (avui extingit). Va acabar per lliure els seus estudis mitjans i va romandre en la condició d'empleat de banca durant vint-i-quatre anys fins a 1969.
Mentre treballava al banc va prendre contacte i va ser part de la resistència intel·lectual al franquisme. Es va donar a conèixer poèticament amb Revolta immòbil (1953-1959), publicat a Madrid en 1960, obra amb la qual va ser finalista del premi Adonais de poesia, i que va suposar una ruptura amb les tradicionals regles realistes de l'època. En 1969 va passar a crear i dirigir els serveis culturals de la Diputació Provincial de León i, a partir del 70, la col·lecció Província de poesia, intentant promoure una cultura progressista amb els diners de la dictadura. Va ser privat de la seva condició de funcionari, i posteriorment contractat de nou, mitjançant sentència judicial. Durant aquests anys va començar a col·laborar assíduament en diferents revistes culturals.
A aquesta etapa pertanyen La terra i els llavis (1947-1953), no publicat fins a l'aparició del volum Edat, que recull la seva poesia fins a 1987; Exempts I (1959-1960), poemes no apareguts fins a Edat; Blues castellà (1961-1966), obra no publicada per motius de censura fins a 1982 i Exempts II (Passió de la mirada) (1963-1970), publicada amb múltiples variacions en 1979 amb el títol León de la mirada.
A aquesta primera etapa va seguir un silenci poètic de set o vuit anys, significativament marcats per la mort del dictador Franco i els inicis de l'anomenada transició. Aquest temps, marcat per la crisi existencial i ideològica, es fa sentir en el seu següent obra Descripció de la mentida, León 1977, un llarg poema que va marcar un gir cap a una total maduresa poètica. Posteriorment publica Làpides (Madrid, 1987) i Edat, el volum que recull tota la seva poesia fins a 1987, revisada per l'autor, i que li va valer el Premi Nacional de Literatura d'Espanya.
En 1992 va aparèixer Llibre del fred, que li consagra com un dels poetes més importants en llengua castellana. L'any 2000 va veure la llum la versió definitiva d'aquesta obra, que incloïa Fred de Límits, obra procedent d'una col·laboració amb Antoni Tàpies però que, desgajada de la pintura, adquiria el caràcter d'addenda necessària de Llibre del fred. Prèviament havien aparegut els poemes de Mortal 1936, acompanyant a unes serigrafies de Juan Barjola sobre la matança a la plaça de toros de Badajoz durant la Guerra Civil, i no van arribar a publicar-se Exempts III (1993-1997).
D'un diccionari relatiu a la ciència mèdica arcaica (1993-1998) i Llibre dels verís (Madrid, 1995) són obres més atípiques que parteixen de la convicció de l'autor que el llenguatge arcaic s'ha carregat estèticament fins a convertir-se en poesia i revelen la fascinació del poeta per la traducció de Dioscórides realitzada per Andrés Laguna al segle xvi i la seva interpretació en clau poètica per Gamoneda.
Cremen les pèrdues és publicat en 2003, llibre que culmina la maduresa iniciada en Descripció de la mentida, d'una poesia en la perspectiva de la mort en la qual el perdut (la infància, l'amor, els rostres del passat, la ira…) encara crema en el trànsit cap a la vellesa amb major lucidesa, amb major claredat, amb major fred. Després d'ell vindran Cecilia (2004) i Aquesta llum: poesia reunida: (1947-2004), (2004).
En 2006 any va obtenir el Premi Reina Sofia i el Premi Cervantes.
Durant aquesta segona etapa, des de 1979 fins a 1991, va ser director gerent de la Fundació Sierra-Pambley, creada en 1887 per Francisco Giner dels Rius sota els principis de la Institució Lliure d'Ensenyament (ILE). Posteriorment va ser membre del Patronat fins a 2007.
El 20 d'abril de 2008 va introduir un missatge en la Caixa de les Lletres de l'Institut Cervantes, el contingut del qual se sabrà en 2022.

### Reconeixements
A més dels importants premis ja esmentats anteriorment, poden anotar-se altres reconeixements, com el Premi Castella i Lleó de les Lletres (1985), el Premi de la Crítica de Castella i Lleó en 2004, el Premi Quixot en 2009, la Medalla d'Or de la ciutat de Pau, la Medalla de Plata del Principat d'Astúries, el Premi “Leteo”, la Medalla d'Or de la Província de León i la Medalla d'Or del Cercle de Belles arts. És Fill Adoptiu de León i de Villafranca del Bierzo, i Doctor Honoris causa per la Universitat de León.
- El març de 2009 es va estrenar el documental Antonio Gamoneda..

## Crítica i recepció
Antonio Gamoneda ha definit la poesia en un dels seus assajos: "És art de la memòria en la perspectiva de la mort". La seva recepció crítica sempre ha estat favorable des que el poeta va començar a publicar:
“Prieto i dens és el verb d'Antonio Gamoneda, com sortit amb prou feines del silenci per quedar amb ell, per tornar a ell ni bé es profereix, verb com després de l'erm, de la contemplació d'un paisatge desolat, com nascut de la freda extensió per deixar la seva malenconiosa constància del despojamiento…La poesia d'Antonio Gamoneda té la nuesa de l'existència.”
“Antonio Gamoneda s'ha convertit en guia i model dels poetes més joves, que valoren la seva saviesa lingüística i la seva obertura cap a les tradicions de la modernitat, obertura que neix de l'assumpció de la pròpia història personal i col·lectiva.”
“Antonio Gamoneda es troba amb l'expressionisme de Trakl, i sobretot, amb l'última poesia de Lorca, la difícil herència de la qual és sens dubte avui l'únic a atrevir-se a recollir.”
“Veu provada i immersa i submergida, doncs, en el pas mateix dels anys, en la variabilitat al·lucinògena de la circumstància històrica hispana, doblegada en l'esdevenir espaiós d'una “vida de poeta” seguida per Gamoneda; però veu també que ocupa amb autoritat el seu lloc en el vast camp d'unes lletres espanyoles, i que en ell pren les seves posicions, executant la conquesta del seu espai i figura més pròpia en una callada estratègia el secret de la qual és la demora, el silenci (i fins a un cert exili), i això fins a veure's en l'actualitat recolzada per totes les instàncies de legitimitat que calgui fer inventari […].”
“Tres són els puntales, repetits pel poeta insistentment en [els seus] escrits, sobre els quals s'alça l'alçada del seu pensament poètic:
-	La naturalesa autorreferente de la paraula poètica –intrarreferente, diu ell també–, la significació de la qual i la realitat de la qual no travessen cap a una referència exterior.
-	El desencadenant de naturalesa musical del llenguatge poètic (‘El pensament poètic és un pensament que canta’).
-	El fet que només sigui possible que el llenguatge poètic entri en la intel·ligibilitat sota la condició d'imatges sensibles.”
”
“Gamoneda no desenvolupa pròpiament un relat, ni tan sols quan anuncia que va a fer-ho; els fets es fragmenten en sensacions, en detalls aïllats del seu context, transporten ressons de temps anteriors. La mirada està sotmesa a un nucli obsessiu que l'absorbeix, la dirigeix de forma centrípeta cap al que el poeta crida interiorització. Només expliquen els successos interioritzats –escassos, feridors– i aquests ofereixen la seva tossuda recurrència, les seves metamorfosis, la seva romandre…És una sort peculiar de forma autobiogràfica: no narrativa ni tampoc referencial de manera directa; però sí teixida en la constància de les imatges i dels nuclis d'interès, dels elements que es tornen emblemàtics, de les figures i personatges rellevants. Es tracta d'una dinàmica minimalista i reiterativa…que s'imposa en la lectura conjunta de l'obra.”

## Llibres de poemes
- Sublevación immóvil. Madrid, Rialp, 1960
- Descripción de la mentira. 1ª ed. Lleó, Diputació Provincial, col. Província, 1977. 2ª ed. Salamanca, Junta de Castella i Lleó, col. Barri de Meravelles, 1986. 3ª ed. [amb un text de Julián Jiménez Heffernan] Madrid, Abada Editors, 2003. 4ª ed. [amb un text de Julián Jiménez Heffernan] Madrid, Abada Editors, 2003.
- León de la mirada. 1ª ed. León, Espadaña, 1979. 2ª ed. León, Diputació Provincial, col. Breviarios del Carrer del Peix, 1990.
- Tauromaquia y destino. [amb reproduccions de Juan Barjola] León, Retaule, 1980.
- Blues castellano (1961–1966). 1ª ed. Gijón, Noega, 1982. 2ª ed. Barcelona, Plaza i Janés, 1999. 3ª ed. [amb un text d'Elena Medel], Madrid, Bartleby, 2007.
- Lápidas. Madrid, Trieste, 1986. 2º ed. Madrid, Abada, 2006 [amb epíleg de Julián Jiménez Heffernan].
- Edad (Poesia 1947–1986). 1ª ed. Miguel Casado (ed. i intr.). Madrid, Càtedra, 1987 [reimp. 1988; 1988; 1989; 2000].
- Libre del frío. 1ª ed. Madrid, Siruela, 1992. 2ª ed. [amb pròleg de Jacques Ancet] València, Germanía, 2000 [ed. revisada i augmentada]. 3ª ed. Madrid, Siruela, 2003 [ed. revisada]. 4ª ed. Madrid, Siruela, 2006 [ed. revisada].
- Mortal 1936 (Passió i llum de Juan Barjola). Mèrida, Assemblea d'Extremadura, 1994.
- El vigilante de la nieve. Lanzarote, Fundació César Manrique, col. Péñola Blanca, 1995.
- Libro de los venenos: corrupció i rondalla del Llibre Sisè de Pedacio Dioscórides i Andrés de Laguna, sobre els verís mortíferos i de les feres que llancen de si ponzoña. 1ª ed. Madrid, Siruela, 1995. 2ª ed. Madrid, Siruela, 1997. 3ª ed. Madrid, Siruela, 2006.
- Arden las pérdidas. 1ª ed. Barcelona, Tusquets, 2003. 2ª ed. Barcelona, Tusquets, 2004. Premi de la Crítica de Castella i Lleó.[11]
- Cecilia. Lanzarote, Fundació César Manrique, col. Péñola Blanca, 2004.
- Reescritura. Madrid, Abada, 2004.
- Esta luz. Poesía reunida (1947–2004). [Epíleg de Miguel Casado, “El curs de l'edat”] Barcelona, Galàxia Gutenberg/Cercle de Lectors, 2004 [reimp. 2005; 2006]
- Extravío en la luz, Madrid, Casariego, 2009, edició de sis poemes inèdits amb gravats de Juan Carlos Mestre
- Canción errónea, poemes escrits després de 2004; Tusquets, 2012. Aquesta obra va ser finalista del Premi de la Crítica de Castella i Lleó en 2013.[12]

## Antologies de la seva obra
- Esta luz (Antologia 1947–1998). Edició d'autor. Valladolid, Junta de Castella i Lleó, col. Barri de Meravelles, 2000.
- Antología. Santa Cruz de Tenerife, Caixa General d'Estalvis de Canàries, 2002.
- Antología poética. Ángel Luis Prieto de Paula (ed. i intr.). León, Edilesa, 2002.
- Descripción del frío. León, Celarayn, 2002.
- Atravesando olvido (1947–2002). Antologia personal. Edició d'autor. [Pròleg d'Eduardo Milà i conversa amb Ildefons Rodríguez] Mèxic, Editorial Aldus, 2004.
- Lengua y herida. Antología. Vicente Muleiro (ed. i pròleg). Buenos Aires, Edicions Colihue, 2004
- Sublevación inmóvil y otros poemas. Edició d'autor. Valladolid, Junta de Castella i Lleó, 2006 [edició no venal].
- Antología poética. Tomás Sánchez Santiago (ed. i intr. “L'harmonia de les tempestes”). Madrid, Editorial Aliança, 2006 [reimpr. 2007].
- Ávida vena. Miguel Casado (ed. i intr.). León, Diari de León/Edilesa, 2006.
- Sílabas negras. Amelia Gamoneda i Fernando R. de la Flor (ed. i estudi preliminar). XV Premi Reina Sofia de Poesia Iberoamericana, Madrid - Salamanca, Patrimoni Nacional – Edicions Universitat de Salamanca, 2006.
- Cecilia y otros poemas. [Epíleg de Francisco Gómez-Porro “El cantor de les ferides”] Madrid, Fons de Cultura Econòmica d'Espanya – Universitat d'Alcalá. Servei de Publicacions, 2007.
- Visión del frío. [Antologia de textos manuscrits acompanyats d'obra gràfica. Catàleg de l'Exposició “Premio Cervantes 2006”. Epíleg de Miguel Casat “Lloc d'àlbers”] Alcalá d'Henares, Servei de Publicacions de la Universitat d'Alcalá, 2007.
- Antología y voz. Inclou CD. [ ed. i pròleg de José Enrique Martínez] León, El mussol viatger, 2007.

## Assaig
- “Poesia i consciència. Notes per a una revisió”, Ínsula, 204, Madrid, 1963.
- El tema de l'aigua en la poesia hispànica. León, Fra Bernardino de Sahagún, 1972.
- “Poesia, situació, utilitat“, República de les Lletres, 23, Madrid, 1989, 27-29.
- “Sobre la utilitat de la poesia provinciana”, República de les Lletres, 24, Madrid, 1989, 165-167.
- “L'art de la memòria”, El Urogallo 71, Madrid, 1992, 12-13
- “Aquella primera passió de la lectura”, en Álvaro Ruiz de la Penya (ed.), Pàgines de viva veu. Llegir i escriure avui. Oviedo, Universitat d'Oviedo, 1995, 69-81.
- “La poésie dans la perspective de la mort”, en Bernard Noël (ed.), Qu’est-ce que la poésie ? Paris, Éditions Jean-Michel Plau/Ville de Saint-Denis, 1995, 228-230.
- “Una lectura possessiva de Jorge Guillén”, en Francisco Javier Blasco (ed.), Jorge Guillén, l'home i l'obra. Valladolid, 1995, 293-296.
- El cos dels símbols (Memòria, poètica, assaig). 1ª ed. Madrid, Huerga i Fierro, 1997[[.]] 2ª ed., Mèxic, Calamus, 2007.
- “Existeix o va existir la Generació del Cinquanta?”, en AA. VV., II Congrés de Poesia canària. Cap al proper segle. Gran Canària, Caixa Canàries, 1997, 29-32.
- “La creació poètica: radicació, espais, límits”, en Ignacio Castro (ed.), Informes sobre l'estat del lloc. Gijón, Caixa d'Astúries, 1998, 113-124.
- “Poesia en els anys 2000?”, L'alegria dels naufragis, 1-2, Madrid, 1999, 25-28.
- “Valente: de la contemplació de la mort”, Quaderns Hispanoamericans, 600, Madrid, 2000, 7-10.
- “Del sentir invisible de Marga Clark”, Quimera, 187, Madrid, 2000, 19-22.
- Coneixement, revelació, llenguatges. León, IES. “Lancia”, col. Quaderns del nord-oest, 2000.
- “Parlo amb Blanca Varela” [epíleg], a Blanca Varela, Obra reunida, Barcelona, Galàxia Gutenberg/Cercle de Lectors, 2001, 265-278.
- “Memòria de Valente”, ABC/Cultural, Madrid 3/9/2001.
- “Luis Cernuda: el poeta i el crític”, en Nuria Martínez de Castella i James Valender (eds.), 100 anys de Luis Cernuda. Madrid, Publicacions de la Residència d'Estudiants, 2002, 223-231.
- “Poesia i literatura: límits?” en José Enrique Martínez Fernández (ed.), Estudis de literatura comparada: nord i sud, la sàtira, transferència i recepció de gèneres i formes textuals. León, Universitat de León, 2002, 33-42.
- “Presències de la poesia europea”, Moenia, Lugo, 2004, 5-16
- “Poesia, existència, mort”, en Antonio Gamoneda (ed.), Travessant oblit. Antologia personal. Mèxic, Editorial Aldus, 2004, 207-221. Traducció al francès: “Poésie, existence, mort”, Europe París, 875, 2002, 94-104.
- “Les llàgrimes de Claudio”, Arxipèlag, 63, Barcelona, 2004, 21-24
- “Pròleg”, en César Antonio Molina, El rumor del temps. Barcelona, Galàxia Gutenberg/Cercle de Lectors, 2006, 7-13.
- “Quelques mots sur la poésie”, Europe, París, 928-929, 2006, 223-226.
- Sur la poésie. Discours de réception du Prix européen de littérature 2006, suivi de Tombées (5 poèmes inédits). Jacques Ancet (trad.), Mesnil-sud-Estrée, Librairie La Hune/Arfuyen, 2006.
- “Ángel González: un històric”, La veu d'Astúries, Oviedo, 3/2/2008.
- Valente: text i context, Santiago de Compostel·la, Servizo de Publicacións i Intercanvi Científic Campus Universitari Sud, 2007.
- “Pòrtic”, en Nâzim Hikmet, Poemes finals. Ültimos poemes II 1962-1963. Madrid, Edicions de l'Orient i del Mediterrani, 2008.

## Relat i autobiografia
- “L'aventura física de María Ruiz”, en AA. VV., Contes. León, Caixa d'Estalvis, 1968.
- “Relació de Don Sotero”, Els Quaderns del Nord (Oviedo) 31, 1985, 74-76. Reproduït en Santos Alonso (ed.), Figuracions. Lleó, Diputació Provincial, 1986, 135-145.
- Relació i rondalla [“Relació de Don Sotero” i “Rondalla de Pieter”]. Santander, EditoriaLímite, 1997.
- Un armari ple d'ombra, Galàxia Gutenberg - Cercle de Lectors, Madrid, 2009.

## Llibres en col·laboració amb artistes plàstics
- “Lapidario incomplet”, en Antonio Gamoneda, Luis Mateo Díez, José Maria Merino, León: traça i memòria. [amb gravats a l'aiguafort de Félix Cárdenas] Madrid, Antonio Machón, 1984, 11-40.
- Trobada al territori del fred. [amb reproduccions d'Albert Agulló i pròleg de José Gómez Illa] León, Institut Lleonès de Cultura, 1995.
- Eros i Thanatos. [pintures d'Álvaro Delgado amb onze poemes d'Antonio Gamoneda] Madrid, Cercle de Belles arts, 1999.
- Tu? [amb gravats d'Antoni Tàpies] Madrid, Ed. T/ Antonio Machón, 1999.
- Més enllà de l'ombra. [Bernardo Sanjurjo, Obra gràfica, 1999–2002. Antonio Gamoneda, Poemes, 2002] Oviedo, Museu de Belles arts d'Astúries, 2002.
- Memòria volcànica. [amb gravats d'Amaya Morrió] Madrid, Edicions Sen, 2002.
- Extraviament en la llum [amb gravats de Juan Carlos Mestre i preàmbuls d'Amelia Gamoneda] Madrid, Casariego, 2008.

## Traduccions
- Pierres gravées [Làpides]. Jacques Ancet (trad. i pròleg), París, Lettres Vives, 1996.
- Substances, limites. Nimphea. [amb fotografies de Michel Hanique] Jacques Ancet (trad.), Tolosa de Llenguadoc, Li Grand Us, 1997.
- Livro do frio. José Bento (trad. i nota biogràfica), Lisboa, Assírio & Alvim, 1998.
- Froid de limites. [Tu ?]. Jacques Ancet (trad.), París, Lettres Vives, 2000.
- “Mortel 1936. Passion et lumière de Juan Barjola”. Jacques Ancet (trad.), Europe. Revue littéraire mensuelle (París) 852 (2000) 102-109.
- “Beskrivning av lögnen” [Descripció de la mentida]. Ulf Eriksson (trad.), Arts (Stockholm) 3 (2002) 76-111.
- Pétale blessé. [amb una pintura original de Claire Pichaud] Claude Houy (trad.), Barriac en Rouergue, Tramis, 2002.
- Ardem as perdas. Jorge Melícias (trad.), Vila Nova de Famalicão, Quasi, 2004.
- Blues castillan. Jacques Ancet (trad.), París, Corti, 2004.
- De l'impossibilité. [amb gravats de Jean-Louis Fauthoux i prefaci de Salah Stétié] Amelia Gamoneda (trad.), Montpeller, Fata Morgana, 2004.
- Description du mensonge. Jacques Ancet (trad. i intr.), Paris, Corti, 2004.
- Im ki kvar meuhar [Encara que ja és tarda. Antologia]. Rami Saari (trad. i intr.), Jerusalem, Carmel, 2004.
- Passion du regard. Jacques Ancet (trad. i intr.), París, Lettres Vives, 2004.
- Boek van de kou [Llibre del fred]. Bart Vonck (trad.), Leuven, Vlaams Fonds voor de Letteren, 2005.
- Livre du froid. 1ª ed. Jean-Yves Bériou i Martine Joulia (trads.), París, Antoine Soriano Éditeur, 1996. 2ª ed. [amb prefaci de Pierre Peuchmaurd] París, Antoine Soriano Éditeur, 2005.
- Cecilia. Jacques Ancet (trad.), París, Lettres Vives, 2006.
- Clarté sans repos [Cremen les pèrdues]. Jacques Ancet (trad. i intr.), París, Arfuyen, 2006.
- Kitab al-bard [Llibre del fred]. Almahdi Akhrif (trad. i intr.), Casablanca, Publicacions del Ministeri de la Cultura, s. d.
- Aquesta llum. Donessis Licht. Eine Anhologie 1947-2005. Manfred Bös, Petre Strien-Bourmer, Karina Gómez-Montero (trads.) [epíleg de Javier Gómez-Montero] Kiel, Ludwig, 2007.
- Descriçao dona mentida. Basc Gat (trad.), Vila Nova de Famalicão, Quasi, 2007.
- Förlusterna Glöder. Trad. Ulf Eriksson., Bokförlaget Tranan, Estocolm, 2007.
- Gravestones. [Làpides]. Trad. Donald Wellman, University of New Orleans Press, New Orleans, 2009.

## Audiollibres
- Dos poetes en la seva veu. Manuel Álvarez Ortega i Antonio Gamoneda. Valladolid, Edicions Portugueses, 1992.
- La veu d'Antonio Gamoneda. Inclou CD. Madrid, Publicacions de la Residència d'Estudiants, 2004.
- Reescriptura. Inclou CD. Madrid, Abada, 2004.
- Antologia i veu. Inclou CD. [ ed. i pròleg de José Enrique Martínez] León, El mussol viatger, 2007.

## Altres treballs d'Antonio Gamoneda
- Francisco Echauz. La dimensió ideològica de la forma. Madrid, Editorial Rayuela, 1978.
- José Luis Sánchez. Humanisme i volum. Madrid, Direcció general de Belles arts, 1981.
- Silverio Rivas. Viatge a l'interior de l'escultura. La Corunya, Atlántico, 1981.
- Antonio Gamoneda, Una altra més alta vida (1919). Gijón, Universos, 1993.

## Monogràfics sobre Antonio Gamoneda
- Un àngel més (Valladolid) 2 (1987)
- Filandón/Diari de León (León) 10/7/1988
- Noire et Blanche (l'Havre) (1995)
- Collection de l'Umbo (París) 4 (1999)
- “Amb Antonio Gamoneda”, Zurgai (Bilbao) (2001)
- L'alegria dels naufragis (Madrid) 7-8 (2003)
- “Antonio Gamoneda”, en Espai/Espaço escrit (Badajoz) 23-24 (2004)
- “Antonio Gamoneda”, en Quimera, Marta Agut i Jordi Dotze (eds.), (Madrid) 275 (2006)
- Filandón/Diari de León (León) 22/4/2007
- República de les Lletres (Madrid) 104 (2007)
- Minerva (Madrid) 04 (2007)
- Ínsula (Madrid) 736 (2008)
- "Amb Antonio Gamoneda (Diàlegs ibèrics)", Zurgai, Bilbao, desembre de 2015.

## Crítiques i ressenyes sobre Antonio Gamoneda
- AA. VV. Rencontres avec Antonio Gamoneda. Pau, Atelier Poésie Léo Lagrange, 2000
- ALONSO, María Nieves, Parts iguals de vertigen i oblit. La poesia d'Antonio Gamoneda. Madrid, Calambur, 2005.
- ALONSO, Santos, “Edat, d'Antonio Gamoneda: la veu de la memòria i les veus de la col·lectivitat”, Ínsula (Madrid) 520 (1990) 9-10
- ÁLVAREZ MÉNDEZ, Natalia, “Fusió de la dimensió espacial i humana en León de la mirada”, Estudis Humanístics (Madrid) 22 (2000) 53-67
- ALVAREZ-UDE, Carlos, “Un cant a tres veus”, Lletra Internacional (Madrid) 42 (1996) 68
- AZANCOT, Leopoldo, “D'una nova èpica”, Història Llibertària (Madrid) 2 (1979) 72-73
- BALCELLS, José María, “Llibre dels verís o la veu múltiple d'Antonio Gamoneda”, en De Jorge Guillén a Antonio Gamoneda, León, Secretariat de Publicacions de la Universitat de León, 1998, 231-237
- BREYSSE-CHANET, Laurence, “Cap a la ‘aurora del contorn'. Una lectura de Cecilia d'Antonio Gamoneda”, Estudis Humanístics (León) 30 (2008) 25-55
- CALVO VIDAL, José Luis, “Antonio Gamoneda poeta de la marginalitat”, Evohé (Lugo) 1-2 (1997) 32-35
- CANDAU, Antonio, “Antonio Gamoneda: la consciència i les formes de la ironia”, Hispanic Review (Philadelphia), 62.1 (1994) 77-91.
- CANDAU, Antonio. “Per a una lectura del Llibre del fred”, Lletres peninsulars (Davidson) 9/2-3 (1996-1997) 319-338
- CARNET, Nelly, “Antonio Gamoneda: Clarté sans repos”, Europe (París) 928-929 (2006) 353-354
- CASADO, Miguel, “Descripció de la mentida, d'Antonio Gamoneda. La perplexitat és la consciència”, en Això era i no era. Lectura de poetes de Castella i Lleó. Valladolid, Àmbit, 1985, I, 97-118.
- CASADO, Miguel, “L'interior de l'edat”, Els Quaderns del Nord (Oviedo) 40 (1986-1987) 58.
- CASADO, Miguel, “Sobre Làpides”, Els Quaderns del Nord (Oviedo) 43 (1987).
- CASADO, Miguel, “Encara”, Canvi 16 (Madrid) 1/2/1993.
- CASADO, Miguel, “Antonio Gamoneda”, en Dels ulls aliens. Lectures de Castella, León i Portugal. Salamanca, Junta de Castella i Lleó, 1999, 51-63; 64-68; 80-88.
- CASADO, Miguel, “Abstracció i realitat en Antonio Gamoneda”, La factoria valenciana (València) 37 (1997) 3-15.
- CASADO, Miguel, “Plaure sense esperança?”, Revista de Llibres (Madrid) 47 (2000) 35-36.
- CASADO, Miguel, “Dispersió i poder del narratiu” en Del caminar sobre el gel, Madrid, Antonio Machado Llibres, 2001, 115-129.
- CASADO, Miguel, “Abstracció i realitat” en La poesia com a pensament, Madrid, Huerga & Fierro, 2003, 107-133.
- CASADO, Miguel, “Qualitat de la petjada”, en Arxius (lectures, 1988-2003), Burgos, Dossoles, 2004, 80-83.
- CASADO, Miguel, “Sis poetes de les perifèries (Antonio Gamoneda, poeta de la realitat)”, en Els articles de la polèmica i altres textos sobre poesia. Madrid, Biblioteca Nova, 2005, 62-65.
- CASADO, Miguel, “El curs de l'edat”, Abada, Madrid, 2009.
- PUJOLS, Antonio, “Làpides, d'Antonio Gamoneda: un humanisme per a la fi de segle”, Ínsula (Madrid) 487 (1987) 16-17.
- DIEGO, José Manuel, “Antonio Gamoneda, el valor de la marginalitat”, Ínsula (Madrid) 543 (1992) 11-12
- DIEGO, José Manuel, “Llibre del fred una mirada caleidoscópica”, Diàleg de la Llengua (Conca) 2 (1993) 138-144
- DÍEZ, Luis Alfonso, “Antonio Gamoneda. Una poesia de la fugacitat (A propòsit del llibre del fred)”, Paideia (Madrid) 63 (2003) 117-125
- DOMÉNECH, Ricardo, “Poesia. Revolta immòbil d'Antonio Gamoneda”, Ínsula (Madrid) 173 (1961) 4
- DONCEL, Diego et alt., Antonio Gamoneda. Madrid, Calambur, 1993
- ESCAPA, Ernesto, “Crònica d'un estrall moral”, Informacions de les Arts i les Lletres, 5/10/1978, 4
- ESPINASA, José María, “Cinc decennis endinsant-se fora”, Lletres lliures, (Madrid) Any 6, 66 (juny de 2004) 87-88
- EXPÓSITO HERNÁNDEZ, José Antonio, L'obra poètica d'Antonio Gamoneda. Tesi Doctoral. Universitat Complutense de Madrid (2003) {{format ref}} http://www.ucm.es/bucm/tesis/fll/ucm-t26672.pdf
- FERNÁNDEZ-JÁUREGUI ROJAS, Carlota, “Anotacions per a una poètica de l'índex en César Vallejo i Antonio Gamoneda” en Despalabro. Assajos d'Humanitats (Madrid) (2007) 61-73
- GARCIA JURADO, Francisco, “Antics textos de ciència convertits en Poesia: Dioscórides i Andrés Laguna en el Llibre dels verís d'Antonio Gamoneda”, Epos (Madrid) XIII (1997) 379-395
- GASPAR, Sergio, “Antonio Gamoneda: llegir el fred”, Hora de poesia (Barcelona) 88-90 (1993) 356-357
- GÓMEZ TORÉ, José Luis: “Antonio Gamoneda: paraula corporal, poesia del cos”, Quaderns del minotaure (Madrid) 2 (2005) 89-98
- GRACIA ARMENDÁRIZ, Juan, “Postnovísmos i generació del 50: José Angel Valente i Antonio Gamoneda”, Actes del Congrés Jaime Gil de Biedma i la seva generació poètica. Saragossa, Diputació, 1996, II, 575-582 {{format ref}} http://www.ucm.es/eprints/4645
- GUTIÉRREZ, Goya, "L'encobriment que crea una veritat", Quaderns El Matemàtic (Madrid), 39 (2007), 113-115
- HUERGA, Carlos, “Antonio Gamoneda: cremen les pèrdues” {{format ref}} http://www.deriva.org
- IGLESIAS SERNA, Amalia, “Antonio Gamoneda, l'escultor de les paraules” en Lletres lliures (Madrid) 62 (2006), 40-43
- JANÉS, Clara, “Di vertigine i oblio” en Poesia (Milà) 216 (2007), 2-5
- LANZ, Juan José, “Antonio Gamoneda i la poètica de la desocupació” en Ínsula (Madrid) 726 (2007), 2-5
- LÓPEZ CASTRO, Armant, “Antonio Gamoneda: la poesia de la memòria”, en Veus i memòria. Poetes lleonesos del segle xx. Salamanca, Junta de Castella i Lleó, 151-189
- LLERA, José Antonio, “La memòria i la mort en la poesia d'Antonio Gamoneda: una lectura de Descripció de la mentida” en Llorer (Càceres) 5 (2002), 25-61
- MACHÍN LUCAS, Jorge, “La poètica d'Antonio Gamoneda: entre el exotérico i l'esotèric” en Revista Cronopio (Medellín (Colòmbia)) 52 (2014), {{format ref}} http://www.revistacronopio.com/?p=13326
- MACHÍN LUCAS, Jorge, “La poètica d'Antonio Gamoneda: el referent esotèric” en Lectura i signe (León) 4 (2009), 239-271
- MACHÍN LUCAS, Jorge, “La mentida com a via de coneixement en la poesia d'Antonio Gamoneda” en La Nova Literatura Hispànica (Valladolid) 16 (2012), 207-230. (La seva traducció al francès, de María Fernanda Arentsen, es titula “Li mensonge comme moyen de connaissance dans la poésie d'Antonio Gamoneda.” En Littérature et savoir: une perspective cognitive. Jean Valenti (dir.). Winnipeg, MB: Presses Universitaires de Saint-Boniface, 2013. 101-127.)
- MACHÍN LUCAS, Jorge, “Memòria, identitat i otredad en l'obra poètica d'Antonio Gamoneda” en Comunicació (Cartago) 21.2, any 33 (2012), 13-20.
- MARIGÓMEZ, Luis, “Antonio Gamoneda, Descripció de la mentida” en Un àngel més (Valladolid) 1 (1987), 153
- MARTÍNEZ, Santiago, “Antonio Gamoneda”, Lateral (Madrid) 83 (2001), 8-9
- MARTÍNEZ FERNÁNDEZ, José Enrique, “Prometeu enfront d'Orfeu: poètica de la renúncia enfront de poètica de la plenitud”, Revista de teoria de la Literatura i Literatura Comparada (Saragossa) 5 (1998), 60-66
- MARTINEZ GARCÍA, Francisco, Gamoneda, una poètica temporalizada a l'espai lleonès. León, Servei de Publicacions de la Universitat de León, 1991
- MERINO, Margarita, Ambigüitat i certitud en les “edats” poètiques d'Antonio Gamoneda. [Amb una entrevista al poeta] Tesi Doctoral. Florida State University, 1999.
- MIRANDA, Jorge, “Música dona morte”, A Phala (Lisboa) 75 (1999), 177-179
- MIRÓ, Emilio, “Una col·lecció i dos poetes: José Antonio Gabriel y Galán i Antonio Gamoneda”, Ínsula, 377 (1978), 6-7
- MOGA, Eduardo, “Una antologia lluminosa”, Lateral (Barcelona) 69 (2000), 24
- MOLINA, César Antonio, “Dues visions èpiques del contemporani”, Camp de l'Arpa (Barcelona) 84-85 (1981), 65-67
- MONTAGUT, María Cinta, “Llibre dels verís”, Quimera (Barcelona) 142 (1995), 73
- NAJT, Myriam, “Descripció de la mentida”, Quaderns Hispanoamericans (Madrid) 339 (1978), 529-530
- ORTEGA, Antonio, “L'ús i la substància de l'oblit”, El crític (Madrid) Segona Època, juny de 2003, s. p.
- ORTEGA, Esperanza, “La música de la foscor. Antonio Gamoneda”, Camp de Agramante (Jerez de la Frontera) 5 (2005), 101-115
- COLOM GARCÍA, Carmen, Antonio Gamoneda: Poètiques radicals, Tesi Doctoral, Universitat de León, 2006.
- PALLARÉS, María del Carmen, “Llibre del fred. Contemplar la mort”, Ressenya de Literatura, Art i Espectacles, (Madrid) 237 (1993), 34
- PEREZ LES HERAS, Antonio, “De la joventut del dolor a la fredor de l'existència: la poètica unitària d'Antonio Gamoneda”, en Actes del Congrés Jaime Gil de Biedma i la seva generació poètica, Zaragoza, Diputació General d'Aragó, 1996, II, 655-664.
- PICARDO, Osvaldo: “L'abraçada d'Orfeu” La peixera (Mar del Plata) 2 (2001), 61-67.
- REIJA MELCHOR, Francisco Javier, “Expansió do blues. Temes i tons na poesia d'Antonio Gamoneda”, Unió Lliure (Lugo) 5 (2000), 125-132
- RODRÍGUEZ, Ildefons, “La llibertat blanca d'Antonio Gamoneda”, Delibros, 58, juliol-agost de 1993, 49-50. Reeditat en El crític (Madrid) Segona Època, 5, s. p.
- RODRÍGUEZ, Ildefons, “Argent viu, sang, llet alacrà: el llibre de l'incert”, Espai / Espaço escrit (Badajoz) 13-14 (1996), 209-215
- RODRÍGUEZ, Ildefons, “La pressió sobre els límits. Dos contes d'Antonio Gamoneda”, L'Ortiga (Santander) 8-9 (1997), 233-235
- SÁNCHEZ SANTIAGO, Tomás, “Severitat somnàmbula (el que segueixo pensant sobre Descripció de la mentida, d'Antonio Gamoneda)”, Solaria (Oviedo) Segona Època, 15 (2004), 7-9
- SANZ VILLANUEVA, Santos (coord.), Història i crítica de la literatura espanyola. Barcelona, Crítica, 1999, 8/1, 267-270
- SERRANO, Pedro: “Gamoneda: l'escassetat i la necessitat”, Lletres lliures (Madrid) 84 (2005), 84-87
- SOLANO, Francisco, “La llum del silenci”, El Urogallo (Madrid) 80-81 (1993), 71–73
- SOREL, Andrés: Il·luminacions. Antonio Gamoneda, Sevilla, RD Editors, 2008.
- SUÑEN, Juan Carlos, “Petjades sobre la neu”, El Crític (Madrid) 16 (1992), 1-4
- SUÑEN, Juan Carlos, “El plaure de la significació”, El Urogallo ([Madrid), 112-113 (1995), 66–67
- SUÑEN, Juan Carlos, “Modernitat practicable: filologia i re-significació”, Ínsula (Madrid) 593 (1996), 21
- VALVERDE, Álvaro, “La poesia d'Antonio Gamoneda (una lectura), Quaderns Hispanoamericans (Madrid) 522 (1993), 134-142
- SUÑEN, Juan Carlos, “La geografia del final”, Ínsula (Madrid) 553 (1993), 11-12
- VILAS, Manuel, “Cremen banderes entre llorers. L'Edat d'Antonio Gamoneda”, Quaderns del Nord (Oviedo) 49 (1988), 55-57
- VILLENA, Luis Antonio, “Acostament a Gamoneda”, El Urogallo (Madrid) 15,16,17 (1987), 121-122

## Entrevistes
- ANÒNIM, “Contemplar la mort”, El Urogallo (Madrid) 18 (1987) 42-43.
- ANÒNIM, “Ser o no ser del 50”, El Urogallo (Madrid) 49 (1990) 66-67.
- ANÒNIM, “El silenci imperfecte”, Comuna Presència (Bogotà) 17 (2005) 2-3.
- ANÒNIM, “A palavra órfica”, Cult (São Paulo) 46 (IV) s. d., 52-54.
- ARNANUY, Jordi, “Segueixo practicant la solitud”, Lateral (Barcelona) 122 (2005) 26.
- BENTO, José, “Livro do frio”, A Phala (Lisboa) 75 (1999) 175-177.
- CALVO VIDAL, José Luis, “Entrevista”, Moenia (Lugo) 2 (1996) 565-574.
- CASADO, Miguel, “Sobre la ‘espècie formal' de la poesia”, en Dels ulls aliens. Lectures de Castella, León i Portugal. Valladolid, Junta de Castella i Lleó, 1999, 69-79.
- CASADO, Miguel, “Tinc por de la meva obra reunida”, La Vanguardia (Barcelona) 4/5/2005.
- PUJOLS, Antonio, “Antonio Gamoneda, el Premi Cervantes, conversa amb Antonio Pujols”, El Mundo/ El Cultural (Madrid) 19/4/2007.
- FERNÁNDEZ REBOIRAS, Ramón, “Terra venduta”, Lettera Internazionale, (Roma) 18 (1988) s. p.
- IGLESIAS, Amalia, “Antonio Gamoneda. El triomf de la justícia poètica”, Minerva (Madrid) IV època, 04 (2007) 8-15.
- LÓPEZ BARRIS, Francisco, “Antonio Gamoneda”, L'Independent (Madrid) 20/12/1990
- LÓPEZ DE ABIADA, José Manuel, “Entrevista a Antonio Gamoneda”, {{format ref}} http://www.anmal.uma.es/numero15/gamoneda.htm
- LLORENTE, Manuel, “Entrevista amb Antonio Gamoneda”, El Mundo (Madrid) 7/11/1992
- MARQUEZ CRIST, Gonzalo, “Antonio Gamoneda: Els treballs de la llum"
- MARTINEZ, Santiago, “Antonio Gamoneda.
- MARTINEZ, Santiago, “Antonio Gamoneda. La poesia serveix per nomenar el desconegut”, Lateral (Barcelona) 83 (2001) 8-9.
- MARTINEZ GARCÍA, Francisco, “El poeta Antonio Gamoneda em parla del temps”, en Gamoneda una poètica temporalizada a l'espai lleonès. León, Universitat, 1991, 25-50.
- MOLINA, César Antonio, “Antonio Gamoneda: Escriure és una tasca alquímica”, Diari 16/Cultures, 18/6/1988.
- HABITA, Miguel; RUIZ, Jesús, “Entrevista a Antonio Gamoneda” {{format ref}} http://web.archive.org/web/http://www.elpelao.com/letras
- OUTEIRIÑO, Manuel, “Entrevista”, Diari de Galícia (Vigo) 19/6/1988.
- COLOM GARCÍA, Carmen (ed.) El lloc de la reunió. Converses amb Antonio Gamoneda, Burgos, Editorial Dossoles, 2006.
- PEDRA, Antonio, “Por a escriure”, El Nord de Castella (Valladolid) 12/12/1992.
- PRADO, Benjamí “L'any Gamoneda”, Llegir (Madrid) 11 (1988) 90-91.
- RODRIGUEZ Ildefons, “Entrevista amb Antonio Gamoneda”, El Paseante (Madrid) 23-25 (1995) s. p.
- RODRIGUEZ Ildefons, “Una conversa amb Antonio Gamoneda”, en Antonio Gamoneda. Travessant oblit (1947–2002) Antologia personal. Mèxic, Editorial Aldus, 2004, 179-221.
- RODRÍGUEZ MARCOS, Javier, “La poesia s'escriu des de la perspectiva de la mort”, El País/Babelia, 23/08/2003.
- TARACIDO, Marcos; COLOM, Roger, “Una conversa amb Antonio Gamoneda”, {{format ref}} http://librodenotas.com/almacén.
- SUÑÉN, Juan Carlos, “Entrevista a Antonio Gamoneda”, Parlar/Falar de Poesia (Lisboa – Badajoz) 1 (1997) 14-15.
- VILLAR, Arturo, “Entrevista”, L'Estafeta Literària (Madrid) 550 (1974) 13-16.
- YUBERO, Diana i MASCLE, Isaac, “Entrevista amb Antonio Gamoneda”, El Nord de Castella (Valladolid) 10/12/1986.

## Premis
- Doctor Honoris causa per la Universitat Autònoma de Santo Domingo (2011)
- Premi Quixot de les Lletres Espanyoles (2009)
- Premi Cervantes (2006)
- Premi Reina Sofia de Poesia Iberoamericana (2006)
- Premi Nacional de Poesia, Gamoneda (1988)
- Premi Castella i Lleó de les Lletres (1985)